# Xã Florence, Quận Williams, Ohio
Xã Florence (tiếng Anh: Florence Township) là một xã thuộc quận Williams, tiểu bang Ohio, Hoa Kỳ. Năm 2010, dân số của xã này là 2.026 người.